# Megan Charpentier
Megan Charpentier (New Westminster, 26 maggio 2001) è un'attrice canadese.
È nota per il ruolo di Victoria nell'horror del 2013, La madre e per il ruolo della Regina Rossa in Resident Evil: Retribution.

## Filmografia

### Cinema
- Jennifer's Body, regia di Karyn Kusama (2009)
- Frankie & Alice, regia di Geoffrey Sax (2010)
- Cappuccetto rosso sangue (Red Riding Hood), regia di Catherine Hardwicke (2011)
- Lui è la mia ossessione (2011)
- Resident Evil: Retribution (2012)
- La madre (Mama), regia di Andrés Muschietti (2013)
- L'inventore di giochi (The Games Maker), regia di Juan Pablo Buscarini (2014)
- The Shack, regia di Stuart Hazeldine (2017)
- It, regia di Andrés Muschietti (2017)
- Dangerous Game: The Legacy Murders, regia di Sean McNamara (2022)

### Televisione
- Painkiller Jane - serie TV (2007)
- Aliens in America - serie TV (2007)
- Fringe - serie TV (2009)
- Life Unexpected - serie TV (2010)
- R. L. Stine's The Haunting Hour - serie TV (2010)
- Psych - serie TV (2010)
- Supernatural - serie TV (2012)

## Doppiatrici italiane
Nelle versioni in italiano delle opere in cui ha recitato, Megan Charpentier è stata doppiata da: 
- Sara Labidi in La madre, Motive, L'inventore di giochi
- Federica Simonelli in Dangerous Game: The Legacy Murders